# Bandera de les Franqueses del Vallès
La bandera oficial de les Franqueses del Vallès té la següent descripció:
| « | Bandera apaïsada, de proporcions dos d'alt per tres de llarg, tricolor vertical, verd fosc, blanc i groc, amb el llibre blanc sobre la vara de batlle groga de l'escut, d'alçària 5/6 de la del drap i amplària 2/9 de la del mateix drap, sobre el primer terç verd fosc; una creu plena vermella de gruix 1/9 de la llargària del drap sobre el segon terç blanc; i quatre pals vermells sobre el tercer terç groc. | » |

## Història
Fou aprovada per la Generalitat el 18 de juny de 2014 i publicada al DOGC el 7 de juliol amb el número 6658.